# Phenacisma
Phenacisma är ett släkte av kackerlackor. Phenacisma ingår i familjen jättekackerlackor.
Kladogram enligt Catalogue of Life:
| Phenacisma | \| \| Phenacisma peltata \| \| \| \| \| \| Phenacisma semialata \| \| \| \| |
|            | \| \| Phenacisma peltata \| \| \| \| \| \| Phenacisma semialata \| \| \| \| |
|            | Phenacisma peltata                                                          |
|            |                                                                             |
|            | Phenacisma semialata                                                        |
|            |                                                                             |